# Montoulieu, Hérault
Montoulieu är en kommun i departementet Hérault i regionen Occitanien i södra Frankrike. Kommunen ligger i kantonen Ganges som tillhör arrondissementet Lodève. År 2022 hade Montoulieu 183 invånare.

## Befolkningsutveckling
Antalet invånare i kommunen Montoulieu
Referens:INSEE